# Élections générales de 1984 à Gibraltar
Les élections législatives de Gibraltar en 1984 se sont tenues le 26 janvier 1984 pour élire les 15 membres du parlement pour un nouveau mandat de quatre ans.

## Partis en présence
| Parti | Parti                                                                                                  | Idéologie     | Idéologie         | Chef de file                     |
| ----- | --- | ------------- | ----------------- | -------------------------------- |
|       | Association pour la promotion des droits civils (AACR) Association for the Advancement of Civil Rights | Centre droit  | Libéralisme       | Joshua Hassan (Ministre en chef) |
|       | Mouvement démocratique de Gibraltar (DPBG) Democratic Party for a British Gibraltar                    | Droite        | Conservatisme     | Peter Isola                      |
|       | Parti travailliste-socialiste de Gibraltar (GSLP) Gibraltar Socialist Labour Party                     | Centre gauche | Social-démocratie | Joe Bossano                      |

## Résultats

### Par partis
| Parti                    | Parti                                                  | Voix   | %     | Sièges | +/-           |  |
| ------------------------ | ------------------------------------------------------ | ------ | ----- | ------ | ------------- |  |
|                          | Association pour la promotion des droits civils (AACR) | 42 261 | 44,39 | 8      | en stagnation |  |
|                          | Parti travailliste-socialiste de Gibraltar (GSLP)      | 32 534 | 34,18 | 7      | 6             |  |
|                          | Mouvement démocratique de Gibraltar (DPBG)             | 17 972 | 18,88 | 0      | 6             |  |
|                          | Indépendant                                            | 2 428  | 2,55  | 0      | Nv.           |  |
| Total                    | Total                                                  | 95 195 | 100   | 15     | en stagnation |  |
|                          |                                                        |        |       |        |               |  |
| Total des votants        | Total des votants                                      | 12 626 | 100   |        |               |  |
| Abstentions              | Abstentions                                            | 4 334  | 25,55 |        |               |  |
| Inscrits / participation | Inscrits / participation                               | 16 960 | 74,45 |        |               |  |

### Par candidat
| Nom | Nom                  | Parti | Voix  | Élu ? |
| --- | -------------------- | ----- | ----- | ----- |
|     | Joshua Hassan        | AACR  | 6 644 | Oui   |
|     | Adolfo Canepa        | AACR  | 6 098 | Oui   |
|     | Joe Bossano          | GSLP  | 5 899 | Oui   |
|     | Reggie Valarino      | AACR  | 5 160 | Oui   |
|     | Brian Perez          | AACR  | 5 051 | Oui   |
|     | Maurice Featherstone | AACR  | 4 997 | Oui   |
|     | Francis Dellipiani   | AACR  | 4 857 | Oui   |
|     | George Mascarenhas   | AACR  | 4 795 | Oui   |
|     | Horace Zammitt       | AACR  | 4 658 | Oui   |
|     | Joseph Pilcher       | GSLP  | 4 160 | Oui   |
|     | Michael Feetham      | GSLP  | 3 934 | Oui   |
|     | Maria Montegriffo    | GSLP  | 3 815 | Oui   |
|     | Juan Perez           | GSLP  | 3 711 | Oui   |
|     | Joseph Baldachino    | GSLP  | 3 700 | Oui   |
|     | Robert Mor           | GSLP  | 3 685 | Oui   |
|     | Joseph Victory       | GSLP  | 3 630 | Non   |
|     | Peter Isola          | DPBG  | 2 946 | Non   |
|     | Robert Peliza        | DPBG  | 2 804 | Non   |
|     | Andrew Haynes        | DPBG  | 2 333 | Non   |
|     | William Scott        | DPBG  | 2 130 | Non   |
|     | Eric Hoare           | DPBG  | 2 061 | Non   |
|     | Anthony Loddo        | DPBG  | 2 002 | Non   |
|     | James Rosado         | DPBG  | 1 912 | Non   |
|     | Anthony Carreras     | IND   | 1 784 | Non   |
|     | Cecil Isola          | DPBG  | 1 779 | Non   |
|     | David Cohen          | IND   | 354   | Non   |
|     | Charles Culatto      | IND   | 295   | Non   |